# Nenad Živković
Nenad Živković (sinh ngày 10 tháng 3 năm 1989) là một cầu thủ bóng đá người Serbia.

## Sự nghiệp câu lạc bộ
Nenad Živković đã từng chơi cho Kagoshima United FC.